# Holland ved sommer-OL 2020
 Holland  deltager under Sommer-OL 2020 i Tokyo som bliver afviklet i perioden 23. juli til 8. august 2021.

## Medaljer
| 2020 Tokyo | Guld | Sølv | Bronze | Total |
| Holland    | 10   | 12   | 14     | 36    |

### Medaljevinderne
| Holland under sommer-OL 2020 i Tokyo | Holland under sommer-OL 2020 i Tokyo | Holland under sommer-OL 2020 i Tokyo | Holland under sommer-OL 2020 i Tokyo | Holland under sommer-OL 2020 i Tokyo |
| Medalje                              | Navn | Sport                                | Event                                | Dato                                 |
| ------------------------------------ | --- | ------------------------------------ | ------------------------------------ | ------------------------------------ |
| Guld                                 | Koen Metsemakers Dirk Uittenbogaard Abe Wiersma Tone Wieten | Roning                               | Dobbeltfirer                         | 28. juli                             |
| Guld                                 | Annemiek van Vleuten | Cykling                              | Enkeltstart                          | 28. juli                             |
| Guld                                 | Niek Kimmann | Cykling                              | Mændenes BMX racing                  | 30. juli                             |
| Guld                                 | Kiran Badloe | Sejlsport                            | Mændenes RS:X                        | 31. juli                             |
| Guld                                 | Sifan Hassan | Atletik                              | 5000 meter løb                       | 2. august                            |
| Guld                                 | Roy van den Berg Matthijs Büchli Jeffrey Hoogland Harrie Lavreysen | Cykling                              | Men's team sprint                    | 3. august                            |
| Guld                                 | Shanne Braspennincx | Cykling                              | Women's keirin                       | 5. august                            |
| Guld                                 | Harrie Lavreysen | Cykling                              | Men's sprint                         | 6. august                            |
| Guld                                 | Women's field hockey team - Felice Albers Margot van Geffen Eva de Goede Marloes Keetels Josine Koning Sanne Koolen Laurien Leurink Caia van Maasakker Frédérique Matla Laura Nunnink Malou Pheninckx Pien Sanders Lauren Stam Maria Verschoor Xan de Waard Lidewij Welten | Hockey                               | Damernes turnering                   | 6. august                            |
| Guld                                 | Sifan Hassan | Atletik                              | Damernes 10,000 meter                | 7. august                            |